# Mariestads, Skara och Skövde valkrets
Mariestads, Skara och Skövde valkrets var i riksdagsvalen till andra kammaren 1866–1893 en egen valkrets med ett mandat. Valkretsen, som alltså omfattade städerna Mariestads stad, Skara stad och Skövde stad, avskaffades inför valet 1896 då Mariestad och Skövde fördes till Mariestads, Skövde och Falköpings valkrets medan Skara flyttades till Lidköpings, Skara och Hjo valkrets.

## Riksdagsmän
- Alfred Grenander (1867–1875)
- Carl Johan Brodén (1876–1878)
- Alfred Grenander (1879–1881)
- Anders Peter Trybom (1882–första riksmötet 1887)
- Herman Amnéus (andra riksmötet 1887–1890)
- Axel Ryding, AK:s c (1891–lagtima riksmötet 1892)
- Carl Ericson, nya lmp (urtima riksmötet 1892–1893)
- Herman Amnéus, fr c 1896 (1894-1896)